# 辻井ほのか
辻井 ほのか（つじい ほのか、1995年11月15日 - ）は、日本のAV女優。ティーパワーズ所属。

## 略歴
岡山県出身。美容師として約6年勤務したのち薄給から退職。借金もあったたため、稼ぐためにAV女優の道を選ぶ。
2019年3月にプレステージよりデビュー。高身長（172cm）で巨乳のAV女優として売り出した。
2020年10月度FANZA通販・月間AV女優ランキング2位。月刊FANZA調べ、2020年11月25日集計・FANZA女優別ランキング2位。
2021年11月30日、プレイボーイチャンネルの推薦を受け、スカパー!アダルト放送大賞・Valuable Actress of Playboy channelに選出。
2023年2月2日、交通事故により鼻骨折、外頭部骨折、瞼上15針の負傷を負ったことが報道された。顔のけがだったため完治までに約3か月の時間を要した。
2023年5月22日週FANZA動画フロアランキングにて、出演した『BAZOOKA 冬の大感謝セール コスパ最強ノーカットベスト爆乳限定2749分』（BAZOOKA）が1位を記録。

## 人物
- 趣味：映画鑑賞、特技：バスケットボール[4]。
- バスケは小学5年生で始めた[5]。ポジションはガードでバスケットボール日本代表候補になっていた[5]。プロに行く道もあったが、腰を痛めたこと、彼氏ができて色ボケしたことでトップグループと実力に差がつき、高校までで選手生活を終えている[5]。
- 胸は成長しており、2024年時点で118センチ[5]。
- 美容師退職後は家族と縁を切ったような状態だったが、前述の交通事故をきっかけに応援してくれる体制になったという[5]。

## 作品

### アダルトビデオ
- 最高の愛人と、最高の中出し性交。 39 （3月22日、プレステージ）※「ほのか」名義
- 治験バイトに行ったら…まさかの勃起薬! ハーレム状態で何度も勃たされ、ひたすらヌカれ続けた。深田えいみ 蓮実クレア 大槻ひびき 桐嶋りの 加藤ももか 辻井ほのか（11月13日、MOODYZ）
- 超むにゅむにゅ美白スライム巨乳奥様 谷間露出でナンパ待ち! そのまま生ハメ淫乱FUCK（11月13日、E-BODY）※「ほのか」名義
- 「中に出すまで逃さない!」 排卵日限定!妊娠したくてたまらない! 若妻からの壁ドン!床ドン! 受精ハードピストン!!（11月19日、ゴールデンタイム）
- 「女性用アダルトグッズを体験してもらう簡単なお仕事です」 感じすぎた奥様がガニ股騎乗位でケダモノに!!（11月21日、コスモス映像）※「ちかげ」名義で出演。
- 彼女が兄貴と結婚する7年前から僕はずっと中出ししまくっていた…。（11月25日、マドンナ）
- 同じマンションの制服女子を連れ去り固定バイブの電池が切れるまでイっても止めない身動き不可能の拘束放置アクメで完堕ちさせた件。 2（12月1日、変態紳士倶楽部）
- 巨乳水着ギャルばかりを狙う海の家ナンパエステ 17（12月1日、変態紳士倶楽部）
- 外歩けば毎日セクハラ三昧の頼まれると断れない177cm高身長Hカップグラマー素人さんにエロドッキリ仕掛けたらスゴいHな画が撮れたので発売致します。（12月19日、キチックス/妄想族）※「まい」名義
- 時間停止させられた姉妹はコンマ0秒で濃縮絶頂しながら中出しされていた。辻井ほのか 加藤ももか（12月25日、ダスッ!）

- 昨日まで童貞だったボクが1日にして経験人数7人! 超絶倫童貞男が女子寮の女の子たちを手あたり次第ヤリまくりでノンストップ中出ししまくり! お姉ちゃんが住んでいる女子寮に親から頼まれた荷物を持ってきたボク。男が来るのはとても珍しいらしく寮に住んでいるお姉ちゃんの女友達がからかってくるんです!からかっているうちに、ボクが童貞だという事を知った女子が抜け駆けしてこっそりとボクの童貞を奪いに来た!1回のエッチでセックスに目覚めてしまったボクはチ○ポを挿れたくて挿れたくてしょうがない!「もうエッチは終わり」と言っている女の子を追い回しては、ハメまくりで中出ししまくり!しかも、そこに別の女の子が現れて、ボクは本能のままにその別の女の子に即ハメ!そしてまた別の女の子を見つけては本能のまま即ハメ!次々と女子寮に住む女の子たちを追い回しては中出しする獣と化してしまいました!童貞だったボクが1日にして7人もの女性とヤリまくり!（1月7日、Hunter）
- 1ヶ月禁欲させられ限界になったところを旦那の親友に激しく犯され中出しされた堕ちた人妻（1月31日、人妻花園劇場）
- 女子○生まるっと240分 ～欲望全開の変態オヤジに踏みにじられ穢された女子○生たち～（5月25日、ホームルーム/妄想族）
- アナタは黙って寝てなさい! 私たちがおっぱいでヌいてあげるっ!! 佐知子 辻井ほのか（6月5日、DOC）
- わざと洗濯ブラを落とす向かい部屋の汗ばみ巨乳人妻 辻井ほのか（6月25日、痴女ヘブン）
- 混浴温泉で母親の巨乳ママ友二人に挟まれておもちゃにされた僕 辻井ほのか 若月みいな（6月25日、DANDY）
- キャバ嬢のこぼれ落ちそうな柔巨乳が刺激的で見とれていると彼女が気づき、微笑まれ、物欲しそうな目つきで…（6月26日、DOC）
- No.1風俗嬢になった色白巨乳の幼馴染と3日間発射無制限の同棲生活 辻井ほのか（7月1日、LUNATICS）
- 本番なしのマットヘルスに行って出てきたのは隣家の高慢な美人妻。弱みを握った僕は本番も中出しも強要! 店外でも言いなりの性奴隷にした 辻井ほのか（8月13日、溜池ゴロー）
- 彼女のお姉さんは巨乳と中出しOKで僕を誘惑 辻井ほのか（8月19日、OPPAI）
- 舌しゃぶり ～君の舌を食べたい～ 辻井ほのか（9月4日、ドリームチケット）
- 最高のスレンダー巨乳誘惑しまくる美女 辻井ほのか（9月11日、肉盛）
- ムカツク女上司を時間停止デカパイ揉み狂い乳便器レ×プ 止まっている間の快感が一気に押し寄せる濃縮アクメで絶叫! 乳ハネ! 中出し! 辻井ほのか（9月19日、OPPAI）
- お願いを断れず献身的なパイズリ挟射で性処理してくれる巨乳看護師（9月24日、DANDY）
- 隣人の心優しい看護師に病人のフリして性処理をお願いしたら巨乳パイズリ挟射で何度もヌイてくれた 辻井ほのか（10月1日、LUNATICS）
- 宝クジに当選したので巨乳デリヘル嬢4人も呼んで朝まで貸切り中出し! ～とりあえずハーレム豪遊してみるか! 篇～ 晶エリー 今井夏帆 辻井ほのか 八乃つばさ（10月1日、MOODYZ）
- 国際捜査官追撃アクメレ×プ黒人マグナム中出し地獄編 辻井ほのか（10月7日、PREMIUM）
- マシンガン連射パイズリソープ嬢 辻井ほのか（10月13日、MOODYZ）
- スペンス乳腺開発クリニック 辻井ほのか（10月19日、OPPAI）
- 部下の嫁を孕ませたパワハラ絶倫上司 「妻が妊娠しました」と喜びながら報告しにくる部下。それ俺の子だからww 辻井ほのか（10月25日、本中）
- 長舌×爆乳 ハイブリッド射精テクニック 辻井ほのか（10月25日、SEX Agent/妄想族）
- はだかの主婦 足立区在住辻井ほのか (27)（11月1日、プラネットプラス/裸婦趣向）
- 入社1日目から巨乳女上司2人に追撃射精ハーレム逆3Pでチ○ポがバカになるまでヌカれた僕。 椿りか 辻井ほのか（11月1日、MOODYZ）
- W肉便器 巨乳の若妻達を同時に変態調教した記録 推川ゆうり 辻井ほのか（11月1日、Fitch）
- 夫との子作り温泉旅行のはずだったのに 絶倫義父の孕ませ中出しで何度もイってしまった私は… 辻井ほのか（11月7日、PREMIUM）
- ワシ専用!! いいなり人妻中出しメイド 義父の命令は絶対服従。種付け調教の日々―。 辻井ほのか（11月7日、マドンナ）
- 先生のおっぱいHカップなんだけど触ってみる? -彼女がいる生徒をパイズリ連射で逆NTR女教師- 辻井ほのか（11月13日、MOODYZ）
- 不倫相手に夢中で俺をイヤがる妻に何度も中出し【寝取りがえし】夫の特権を利用して妻を強襲FUCK、浮気詫びさせセックス、拘束中出しetc. 辻井ほのか（11月13日、アリスJAPAN）
- THEドキュメント 本能丸出しでする絶頂SEX フワトロ巨乳Iカップ淫乱痴女OL串刺し輪姦中出し狂い 辻井ほのか（11月19日、美人魔女/エマニエル）
- 爆乳義母子交尾 オヤジの居ぬ間の淫乱旅行 辻井ほのか（11月25日、AVS collector’s）
- 巨乳デリヘル 辻井ほのか（11月25日、ゲインコーポレーション）
- 朝から晩まで中出しセックス41 辻井ほのか（11月26日、アイエナジー）
- 息子の友達のマセガキ共に性処理させられザーメンまみれの母親 〜 辻井ほのか（11月26日、ヒビノ）
- ～夫の上司に犯される最強美女～ 捜査官を辞めて妻になったのに 辻井ほのか（12月1日、MOODYZ）
- 蛇舌パイズリ奴隷調教 スライム巨乳キャバ嬢の弱みに付け込みホテルで輪姦 辻井ほのか（12月1日、Fitch）
- 同じ社宅に住む夫の元上司（絶倫エロ爺）に毎日おっぱいを揉まれて生姦され続けています 辻井ほのか（12月1日、ワンズファクトリー）
- 夫に言われるがまま他の男に寝取られ その快感の虜となり貞操を捨てた妻 辻井ほのか（12月11日、ヒメゴト）
- 性格が悪すぎる社長の息子がうちに来て散々家の悪口を言って妻を怒らせたのち、妻は寝取られました 辻井ほのか（12月19日、ミセスの素顔/エマニエル）
- 飲み会で泥酔して目覚めたら2人の女子社員に介抱されながらパイズリされていた 挟み抜きWスライム巨乳痴女 辻井ほのか 椿りか（12月19日、OPPAI）
- ノーブラおっぱいで猛烈アピールしてくる母親に中出しで応えてしまった絶倫の息子 辻井ほのか（12月19日、VENUS）
- 「『はじめてがワタシで本当にいいの?』辻井ほのかが筆おろしのお手伝い」（12月24日、DANDY）
- レズ解禁 義姉に恋した私 辻井ほのか 波多野結衣（12月24日、アイエナジー）
- ディープキス歯科クリニック4 辻井ほのか先生のキス地獄SP（12月24日、ROCKET）
- SUPER FISHEYE FETISHISM 迫力興奮蜜写 OLスーツムチムチ肉感ドエロBODY 辻井ほのか（12月25日、AVS collector’s）

- 寮の向かい部屋は僕の憧れ巨乳女教師 こっそり覗きを楽しんでいたがバレてしまった日から…まさかのオッパイ誘惑がエスカレートして我慢できず勃起チ○ポを見せつけた 辻井ほのか（1月1日、MOODYZ）
- 辻井ほのかの凄テクを我慢できれば生★中出しSEX!（1月1日、ワンズファクトリー）
- ご近所のお騒がせな酔っ払い奥さん 辻井ほのか（1月1日、プラネットプラス/七狗留）
- 張り込み7日目の汗だく捜査官 ～ダメよ、任務中なのにワタシったら… 真夏編～ 辻井ほのか（1月7日、PREMIUM）
- 東京乳輪2021 田中ねね 辻井ほのか 吉根ゆりあ（1月8日、ROCKET）
- 中出し逆バニーソープランドへようこそ! ～常時発情ドスケベ爆乳うさちゃんにたっぷり種付け!～ 辻井ほのか（1月13日、MOODYZ）
- 数々の超絶テクニックで頭はトロトロ亀頭はパンパン 都内人気店の専属講師が監修した本格リアルメンズエステ（1月13日、MOODYZ）
- アナルのシワの数までハッキリわかる! ノーモザイク連続絶頂アナル見せオナニー（1月21日、アイエナジー）
- 出張という名の不倫旅行 辻井ほのか（1月25日、マドンナ）
- バイト先で働く美しい人妻を家に連れ込み中出しセックス 辻井ほのか（2月1日、VENUS）
- 全身がトロける密着ディープキスと舐めテクで中年ち○ぽを熱を持つほどフル勃起させ絶対に連射させるおじさん大好き色白デカ乳介護士 辻井ほのか（2月1日、LUNATICS）
- 嫁はお義父の肩を揉み、お義父は嫁の乳を揉む。 辻井ほのか（2月1日、熟女大学/熟女卍）
- ボイン大好きしょう太くんのHなイタズラ 君島みお 辻井ほのか（2月4日、VENUS）
- デリヘル出禁にした大嫌いなオヤジがまさかの義父 新婚生活NTR 強制オプションいいなり中出しで何度もイカされてる私 辻井ほのか（3月1日、MOODYZ）
- 僕を嫌うお義姉さんとバッタリ遭遇したのはソープランド。「無料ヤリ放題強要」で徹底奉仕させて何度も中出ししてやる! 辻井ほのか（3月1日、ワンズファクトリー）
- 伝説の元No.1風俗嬢だと発覚した息子の色白巨乳嫁が口封じのため自らマ○コを打ち付け何度も中出しさせてくれた3日間の発射無制限生活 辻井ほのか（3月1日、LUNATICS）
- 家計の為に非正規雇用で就職した企業で試用期間に助平な上司に目を付けられ性器雇用された妻… 辻井ほのか（3月7日、JET映像）
- 夫婦で挑戦! 辻井ほのかの凄テクで夫が2回イカされたら妻が寝取られナマ中出しSEX!（3月13日、はじめ企画）
- 平日の暇な時間帯のメンズエステでW施術を薦められてお願いしたら欲求不満な奥さまセラピストに連続射精させられた VOL.3（3月25日、DANDY）
- オトナになって迎える初恋と濃厚な中出し 辻井ほのか（4月13日、MOODYZ）
- 拘束した状態で金玉カラッポになるまで性感開発! ＜亀頭責め・強制連射・男潮吹き＞ 骨抜き悶絶射精M性感ヘルス 辻井ほのか（4月19日、OPPAI）
- 洗脳 潜入捜査官 辻井ほのか（4月19日、バミューダ/妄想族）
- 憧れの先輩と可愛い後輩 春菜はなと辻井ほのかが超巨乳同士でレズビアンSEX（4月25日、セレブの友）
- 亀頭ベロベロ蛇舌パイズリ同時責め 唾液ダラダラ チ●ポ丸呑み痴女 辻井ほのか（5月1日、ワンズファクトリー）
- 最低10発はヌクッ!! 巨乳を震わせながらイキまくる何発でも中出しOKの巨乳媚薬サロン 辻井ほのか（5月7日、unfinished）
- 美白美乳で肉体奉仕する良妻は妖艶な色香を醸す淫女妻（5月7日、ヒビノ）
- 黒人巨大マラ破壊 黒い巨砲 辻井ほのか（5月19日、バミューダ/妄想族）
- 隣人に俺の彼女が寝取られて。 「冴えない中年からのクレーム編」 辻井ほのか（5月25日、ダスッ!）
- ち○ぽが壊れる5秒前! 手加減をしない責めるフルコース痴女SEX 辻井ほのか（5月25日、セレブの友）
- 彼女の不在中、ドSな彼女の友人にドライオーガズム開発されてメスイキしまくった3日間 辻井ほのか（6月1日、MOODYZ）
- 人妻の浮気心 辻井ほのか（6月1日、人妻援護会/エマニエル）
- 最高の爆乳と最高のSEX 辻井ほのか（6月4日、h.m.p）
- パイズリだけなら、浮気じゃない。そう言い聞かせて何度も、何度も義弟のチ○ポを挟んでしまった私…。 辻井ほのか（6月7日、PREMIUM）
- 美人女将の超絶ベロキス全身リップと中出しセックス付きGo To 温泉宿泊プラン 辻井ほのか（6月7日、桃太郎映像出版）
- アナコンダ一族の野望 蛇滅の刃 無限発射編 佐伯由美香 辻井ほのか 流川千穂（6月7日、桃太郎映像出版）
- 激ピストン限定即ハメ筋トレジム ～絶頂イカせで鍛え抜かれた美しいカラダを作る～ ちゃんよた 辻井ほのか 緑川みやび（6月10日、SODクリエイト）
- スケ透け喰い込み爆乳インストラクター バツイチ妻の淫らなフィットネスジム経営 辻井ほのか（6月19日、アクアモール/エマニエル）
- 15人の語りかけ誘惑オナニー撮り下ろし大全集! アナタだけを見つめて、何度も何度もイキまくる!（6月25日、セレブの友）
- W巨乳奴隷 辻井ほのか 鈴木真夕（7月1日、グローリークエスト）
- お姉さんの巨尻が猥褻過ぎて秒殺で悩殺!! 辻井ほのか（7月1日、MARRION）
- 金粉巨乳ソープ 辻井ほのか（7月1日、バミューダ）
- 爆乳Jカップ高身長どエロBODY 辻井ほのか16本番8時間BEST（7月1日、MOODYZ）※単体ベスト
- 派遣マッサージ師にきわどい秘部を触られすぎて、快楽に耐え切れず寝取られました。 辻井ほのか（7月25日、ダスッ!）
- 彼女のお姉さんが風俗デビューするそうで… 彼女のお姉さんとその友達の風俗嬢に呼び出され逆3P挟み撃ち中出しでチ●ポがおかしくなるまで練習台にされた僕。 藤森里穂 辻井ほのか（7月25日、本中）
- 蛇舌トリプル姉妹 エグイ程下品な魔女トルネードフェラ 三つのデカベロが交互に同時に乳首もチ●ポもアナルも舐め犯して何度も射精させられた僕 辻井ほのか 久留木玲 佐伯由美香（7月25日、痴女ヘブン）
- 「来年、3人でまたブドウ狩りに行こうね…」息子の手術費用を稼ぐために、愛する妻が 1年間資産家の肉便器になる契約を結びました。 辻井ほのか（8月1日、ミセスの素顔/エマニエル）
- Fitch全タイトル全13コーナー収録 辻井ほのか460分BEST（8月1日、Fitch）※単体ベスト
- 痴女タクシードライバー 辻井ほのか 精子を全部吸い尽くす! 今日も獲物を狙い街を巡回する!（8月13日、セレブの友）
- 辻井ほのか 8時間BEST（8月19日、OPPAI）※単体ベスト
- 蛇舌プッシー逆ナンハーレム 可愛いだけの小娘とSEXするならワタシ達がぐっちょり舐め犯してチ●ポバカになるまで何度も、何度も、射精させてアゲル 佐伯由美香 辻井ほのか（8月25日、痴女ヘブン）
- 責める女と責められる女! 辻井ほのか・白桃はな ～まったく違う性の一面を持った二人のレズビアンが出会う時、互いのマ○コはイキ狂いはじめる!（8月25日、セレブの友）
- 誘惑♡美容室special 辻井ほのか 藤波さとり 愛花みちる（9月3日、ドリームチケット）
- RQ-W痴女 辻井ほのか 木下ひまり（9月14日、ミル）
- 禁断介護 辻井ほのか（9月16日、グローリークエスト）
- ザーメン大好きやわパイ痴女のパイズリ連射フルコース全部ネバスぺごっくん 辻井ほのか（9月21日、OPPAI）
- 「制服・下着・全裸」でおもてなし またがりオマ○コ航空14 中出し騎乗位便（9月23日、SODクリエイト）
- 催眠・洗脳レズ 生徒の私に見向きもしない美人だけが取り柄の先生を従順な性奴隷化（9月24日、ワンズファクトリー）
- 猥褻BODYべろキス中毒 IV 辻井ほのか（9月28日、クリスタル映像）
- えげつない蛇舌の淫語カウンンセリングBar 辻井ほのか ～あなたの変態な悩み、この蛇舌で解決してあげる!（9月28日、セレブの友）
- おっぱい離れができない「こどおじ」になった引きこもりデカチン息子の性処理を長い舌を使って今なお続けています。 辻井ほのか（10月5日、LUNATICS）
- ホロ酔い女上司に常に口を封じられてW杭打ち逆3Pハーレム ホテル連れ込みベロキス姦 辻井ほのか 君島みお（10月5日、ワンズファクトリー）
- 愛人たちを招いては『口唇』も『チ●ポ』も溶かしてしまいそうなベロチュウ騎乗位を繰り返している私 辻井ほのか（10月12日、Million）
- パート先の中年男に駅の便所でハメられた妻 3 辻井ほのか（10月12日、JET映像）
- 性欲モンスターレズビアン 望月あやか 辻井ほのか ～性獣と化した2人は深く愛しあい長い舌を絡めイキ狂う!（10月12日、セレブの友）
- 男をいじめると感じる女子は実在する! 3  辻井ほのか ～残酷ないじめで感じまくる最恐変態女の性行為!（10月26日、セレブの友）
- ディルド大好き15人の激イキオナニー ～お気に入りのディルドで自らのマ○コを刺激し激しく腰を振る女たち!（10月26日、セレブの友）
- オトコを拘束し弄ぶ爆ヌキ射精術 攻撃的ヌルヌル乳圧でこってり搾り取る店舗型パイズリclub（11月9日、BAZOOKA）
- 奇跡のJカップ爆乳高身長美女! 超絶アナコンダ蛇舌 辻井ほのかベスト!!（12月7日、桃太郎映像出版）※単体ベスト
- 同窓会の後は… 辻井ほのか（12月9日、タカラ映像）
- セクハラママさんバレー! 4  ハイレグブルマ姿の人妻10人が挑む過酷なエロトレーニング（12月14日、かぐや姫Pt/妄想族）
- あなたごめんね デカパイ奥様はセックスがお好き。旦那にもしてない人妻テクでチ●ポイカせちゃいます! 優梨まいな / 辻井ほのか（12月28日、AV）
- 「昨日のことは内緒にするから…もう1回しよ?」 朝起きるとボクの隣には絶対に手を出してはいけない巨乳美女 (親友の彼女、兄嫁、会社の先輩etc)（12月28日、Hunter）

- おっぱい神ほのか Jカップ美女の蛇舌責め 辻井ほのか（1月4日、S-Cute）
- 唾液に溺れる 全身舐めまくりレズビアン 沙月恵奈レズ解禁 辻井ほのか 佐伯由美香（1月11日、ビビアン）
- 激ピストン限定即ハメ筋トレジム ～痙攣するまでイカされ体内から美しいカラダを作る～ 辻井ほのか 今井夏帆 若宮はずき（1月13日、SODクリエイト）
- ナンパevolution 夜の街を徘徊するセクシー人妻と100%中出しSEX 4人240min（1月14日、h.m.p）
- 「汚いカラダ舐めしゃぶってあげる」下品な蛇舌美女が行く! いきなりホームレス逆ナンパ 辻井ほのか（1月18日、MOODYZ）
- Jカップ爆乳『辻井ほのか』神が与えた圧倒的鬼才の9cm蛇長舌を肉棒に絡ませて汗だくで痴女る! しゃぶりまくりの中出しセックス（1月18日、TEPPAN）
- RQ-クワッド痴女 アメイジング 浜崎真緒 鈴木真夕 / 木下ひまり 辻井ほのか（1月18日、ミル）
- 朝陽が昇るまで精液吸い取ってあげる ド淫乱妖怪中出しNIGHT! 潮吹き、ごっくん、アナル、メスイキ、おしっこ、NG無しの無制限射精ハーレムMONSTER大乱交 辻井ほのか 望月あやか 佐伯由美香 新村あかり（1月25日、本中）
- 『お姉ちゃんの中で何度イッてもいいよ! 私の体使って何回でも練習して…』 超巨乳で優しい姉が童貞で落ち込んでいるボクに何度もセックスの練習をさせてくれた!（1月25日、Hunter）
- 奴隷市場の宴 其ノ八 4時間15人（2月1日、バミューダ）
- 人妻REC 同じアパートに引っ越して来た人妻の超際どい恰好がドストライクで偶然を装って毎日盗み見していた事が既にモロバレだったらしく… 「君… 私の下着に興味あるんでしょ?」と言いながら最近ご無沙汰でオンナを忘れがちの人妻は自分を見て興奮してくれた年下男子のフル勃起チ○ポを見逃すことが出来ない!!（2月4日、h.m.p）
- 新宿ヤリマンクルージング! 日本一人がいる街でチ○ポ求めて逆ナンハメ狂いツアー 辻井ほのか 椿りか（2月8日、ROYAL）
- 素人娘の全裸図鑑 21 今時の女の子11名が恥らいながら脱衣していく様子をじっくり撮影した、変態紳士のためのヘアヌードコレクション（2月8日、かぐや姫Pt/妄想族）
- シロウトなんなん進撃GP!! Episode 1（2月11日、ホットエンターテイメント）
- 素人なのにディルドオナニーで激しく感じちゃう一般人娘 9（2月22日、かぐや姫Pt/妄想族）
- 超絶エロボディ プレミアS級美女 最高級ソープ（2月22日、MBM）
- 行列の出来るチ○ポ -実写版- 人気同人サークル『diletta』が描く幸運のチ○ポを持つ男との生中出しSEXを初実写化!（2月22日、Hunter）
- このたびウチの妻 (29) がパート先のバイト君 (20) (童貞) にねとられました… → くやしいのでそのままAV発売お願いします。 【童貞狩りシリーズ】（3月8日、JET映像）
- 『精子出なくなるまで中に出して!』 夫との淡白なエッチじゃ全然足りない! 30歳過ぎて性欲旺盛な私は性欲モンスター予備軍!? 誰でもいいから情熱的な激しいセックスがしたい! とにかく燃えるようなエッチがしたい! いっぱい中にも出してほしい!! そんな私はちなみに巨乳です!（3月8日、Hunter）
- うちの息子は性欲モンスター ヤリマン女社員に何度射精させても収まらない勃起。 辻井ほのか 有岡みう（3月22日、ダスッ!）
- 淫語で犯す自画撮り着衣痴女 推川ゆうり 辻井ほのか（3月22日、ミル）
- 『ちゃんとエッチ出来た? 答え合わせしようか?』 彼女との初エッチが不安なボク→心配する義母『私で練習する? 何回失敗してもいいよ』→彼女とエッチ成功→ちゃんとエッチ出来た? 答え合わせしようか?→事前練習だけじゃなくて彼女とのエッチに成功した後も答え合わせSEXを求めてくる義母。（3月22日、Hunter）
- いつでも好きなタイミングで誰とでもエッチ出来ちゃう巨乳OLだらけのシェアハウスに入居したボクは勉強そっちのけでヤったりヤラレたり夢のヤリチン生活!（3月22日、Hunter）
- 料理研究家の湿ったパンスト 辻井ほのか（4月5日、MOODYZ）
- 白桃はな 完全撮り下ろし激エロ・5SEX（4月12日、セレブの友）※主演は白桃はな。辻井は一部コーナーにて助演。
- 「おばさんの私が下着を盗まれるなんて…」6 自分を女として見てくれるというだけで人妻は発情してしまうので本当チョロい（4月12日、かぐや姫Pt/妄想族）
- 長身爆乳お姉さんの生チン漁り逆ナンパ! 170cmオーバー Wジャイアント痴女が無理やり覆い被さって来て挟み撃ち逆3P 辻井ほのか 滝川恵理（4月19日、E-BODY）
- 人付き合いが苦手な未亡人の雪女さんと呪いの指輪（4月19日、MOODYZ）
- 悶絶くすぐり地獄 03（4月21日、バミューダ）
- 豪華絢爛! 15人のディルドオナニー ～余計なシーンは全排除! 乱れイキ狂うディルドオナニーだけを完全撮りおろし!（4月26日、セレブの友）
- 発射無制限!トリプル巨乳逆バニー回春エステ 結城りの 朝倉ここな 辻井ほのか（5月3日、kawaii*）
- 辻井ほのか 完全撮り下ろし激エロ・5SEX（5月10日、セレブの友）
- セクシャルグッズ売るオンナ 蛇舌トルネードベロキス×巨乳セールスレディ 辻井ほのか（5月12日、WildOne）
- アナル舐めてもいいですか? 6 お尻で悶絶する素人娘10人（5月17日、かぐや姫Pt/妄想族）
- 性欲がこじれた独身アラサー女子は、ゴムを使い果たして頭とマ○コが真っ白になるまで何度も中出し! 今日はメチャクチャにして欲しいのに、もう終わり…（5月24日、Hunter）
- 「こんなところでゴメンなさい…。でも、もう我慢出来なかったの…」トイレが故障で使えず膀胱限界の放尿婦人 36人（6月21日、アクアモール/エマニエル）
- 女体化した俺は親友に求められるがまま、受け入れて、心も女になっていた。 辻井ほのか（6月28日、ダスッ!）
- 食込み股縄調教 10人の股間に食い込む麻縄（6月28日、バミューダ/妄想族）
- デリヘルでみつけたドM天使 -実写版-（7月12日、Hunter）
- ヤりたい時、すぐにヤらせてくれる都合のいい地味巨乳の女部下。 辻井ほのか（7月26日、ダスッ!）
- 妄想爆発 姉が裸でウロウロするもんで目のやり場に困るんだが…!? 辻井ほのか（7月27日、MERCURY）
- I LOVE キメセク イカれた爆乳媚薬ビッチとガンギマNIGHT 辻井ほのか（8月16日、kira☆kira）
- ゴミ屋敷痴女に逆監禁されて48発中出し逆レ×プで犯され続けた3日間 辻井ほのか 桃瀬くるみ（8月16日、OPPAI）
- 黒パンストデカ尻CAの固定ディルド当てゲーム 利き竿イッポン勝負! 見事当てたら賞金100万円! 外せばその場でデカチン即ハメ! ディルドでイッた直後の敏感マ●コに彼氏より大きいチ●ポでハメられイキまくった客室乗務員は中出しも拒めないのか!?（8月16日、はじめ企画）
- 黒人の巨チンに犯られた女（8月19日、MBM）
- 辻井ほのか まるごと完全収録1013分BEST（8月23日、セレブの友）※単体ベスト
- 「全く動けない! 何? 金縛り?」 夜中、目を覚ましたら女上司がボクの両腕をロックして電光石火騎乗位でイキまくり!（8月23日、Hunter）
- 美女ヘアヌード大図鑑 私服と下着と全裸姿（10月7日、h.m.p）
- 射精無制限!! オトコの乳首をた～っぷりこねくりして連続絶頂させる極上和風乳首ヘルス（10月11日、BAZOOKA）
- 母のママ友たちとAV鑑賞する事になってしまった童貞のボク。AVを初めて見たママ友たちは発情して『AVみたいなエッチがしたい』とまさかの大乱交! 2（10月11日、Hunter）
- AVを大音量で観ていたら隣家の美人妻がクレームを言いにきたのでフル勃起したデカチンを見せつけると欲情していたので 留守番してる旦那に奥さんの絶頂ボイスを聞かせてあげた件 11（11月1日、変態紳士倶楽部）
- 14人の『全身性感帯』オイルオナニー（11月8日、セレブの友）
- 「私で練習してみれば? 失敗しても怒らないから…」 童貞のボクが普段は超厳しい母親代わりのお姉ちゃんとまさかのSEX練習! 当然連続失敗中出しでお姉ちゃんのマ○コは精子まみれ!!（11月8日、Hunter）
- なが～い蛇舌で男を舐めまくるエロ黒姉さん 辻井ほのか（11月12日、MERCURY）
- Extreme (過激な) オナニスト! 6 白桃はな ～9オナニー160分（11月22日、セレブの友）- 主演は白桃はな。辻井はレズシーンの相手役で出演。
- ～溢れる性衝動に溺れるオンナ～ セックス・ドンナ 望月あやか 激エロ・4SEX（12月27日、セレブの友）- 主演は望月あやか。辻井は脇役出演。

- 人妻の隠れ家 池袋オイルマッサージ治療院 ～密室でおこなわれる猥褻治療～（2月12日、MERCURY）
- ビーチクこりッこりぺろっぺろカイカン連続地獄 発射無制限ドM男専用W乳首責め超高級二輪車中出し痴女ソープ 皇ゆず 辻井ほのか（2月14日、VENUS）
- 【長身爆乳スレンダー痴女】175cmパーフェクトボディお姉さん蛇舌トルネードフェラで連続寸止め。バックで騎乗位で責め立てるド淫乱連続中出しハメ撮り!!（2月23日、シン・ぱすも/FALENO TUBE）
- グルメ怪盗-サキュバス- ほのか ～究極のシコエロ舌を持つ淫魔様は超・ザーメン美食家～+ 辻井ほのか（4月6日、BOTAN）
- 爆乳色白人妻凄テクおっぱいサービス（4月25日、ブラックドッグ/妄想族）
- 【舌長爆乳モンスター in あきる野市】あきる野市に棲むデカパイ淫獣と対よろ♪ お酒が入るとスイッチオン! 蛇のような長い舌で体中を舐め尽くす! 水着姿で突く度に爆乳おっぱいが暴れる濃厚連戦SEX♪ 【ダーツナンパ in Tokyo♯ほのか♯25歳♯Jカップデカ乳看護師♯6投目】（5月11日、素人CLOVER）※配信作品「ほのか」(stcv028)のDVD化。
- 無口な高身長女子のぎゅっと射精管理 FANZA同人で1万超DL数コミックを初映像化!! 辻井ほのか（5月16日、E-BODY）
- 仲良し女友達限定! 勝ち残れば100万円! 脱落したらデカチン即ハメ! 女子大生5人組が「ち○ぽ即ヌキ椅子取りゲーム」に挑戦! 親友の目の前で次々とデカチン激ピストンされ人生初の生中出しセックス!!（5月16日、DEEP'S）
- 女スパイ緊縛拷問 捕えられ縛られ嬲られる巨乳の虜…（7月1日、九龍）
- パパ活お姉さんはちくび責めと全身ペロペロ愛撫が大好物!! 辻井ほのか（7月5日、プラネットプラス/七狗留）
- 友達の前でどこまでエッチなことできますか? Episode3 feat.FALENOTUBE（7月6日、FALENO TUBE）
- AV女優の恥ずかしい局部アップ 裸のコレクション vol.2（7月27日、MERCURY）
- オイルマニア 辻井ほのか（9月20日、プラネットプラス/七狗留）
- 清楚系エロギャップ最強説! 美容系美巨乳女子と全力SEX。（11月24日、MBM）

- 寝静まった女を襲う睡眠姦レ●プ映像集 4時間（2月23日、TMA）
- 一人暮らしの美女が鬼畜犯罪集団に狙われる自宅押込み中出しレ〇プ 辻井ほのか（3月12日、ボニータ/妄想族）
- 北関東のヤンキーカップル限定! 女性専用風俗の凄テク男性セラピストから爆乳彼女が神技マッサージを受けても一切声を出さなかったら賞金プレゼント! ただし声が漏れたらフェラ アソコが濡れたら即ハメSEX! 屈辱の見せつけNTR（5月23日、SHIGEKI）
- 雄をナめたドマゾ痴女をワカらせ3Pママ活丼。 黒川すみれ 辻井ほのか（6月11日、ダスッ!）
- 極スリムIカップ究極プロポーション愛人 おっぱい密着愛撫で理性が吹き飛ぶ中出し不倫（6月18日、OPPAI）※「マキ」名義
- 僕にハーレムセフレができた理由3 スライム爆乳で安産型お尻の先生からヨガを教わる -実写版-（6月25日、Hunter）
- メスイキ専門に魔改造された凸凹口枷サンドイッチで何度も何度も竿 & アナルで射精させられるボク… 辻井ほのか 浜崎真緒（7月2日、MOODYZ）
- 人脈と仲間ってマジ大事 SEX大好き肉食系中出しパーティーセレブオジ狙い撃ち! デカパイで悩殺接待 パリピ合コンで知り合ったハイスペック港区女子の男を虜にする凄パコ交流会!（7月2日、ナンパJAPAN）
- 超接写 & 超密着! 眼前に迫るエロ過ぎド迫力ボディ I & Hカップの最強バストの二人が織りなす密着グラマラスレズビアン 辻井ほのか 有岡みう（8月13日、ビビアン）
- 最高級美女 中出しソープ 辻井ほのか（8月22日、アイエナジー）
- コスプレ妄想エロファンタジー アニコスボディースーツに激ピス 辻井ほのか 前田美波（9月17日、ミル）
- マイクロビキニ固定バイブ宝探し 恥部がポロリっ強力バイブをオマ●コに入れたまま隠されたお宝を探して100万円! ニセ宝箱を開けるとエロ罰ゲーム! 即ハメナマ中出し危機一発! 5（9月17日、はじめ企画）
- 淫語で犯す自画撮り着衣W痴女 アメイジング（9月24日、ミル）
- 推しの接吻は見てられない! 辻井ほのか（9月26日、RADIX）
- 文京区にある女教師が通う整体セラピー治療院 41（10月1日、変態紳士倶楽部）
- 「私でよかったら童貞卒業してみる?」 一度の優しさが命取り! 「お願いもうヤメテ! 壊れちゃう!」 絶倫童貞少年が巨乳義母を家中追いかけ回して何度も中出ししまくり! 2（10月8日、Hunter）
- 完全顔出し現役ナースをガチナンパ! 白衣の天使がEDに悩む男を改善! ギン勃ちしたら喜んで中出しセックスまでさせてくれました! 8（10月10日、アイエナジー）
- 近所のノーブラ奥さんの誘惑 2枚組357分（10月25日、h.m.p）
- 奥さんはこんなに乳ズリしてくれる? 寝取り淫語で痴女られパイズリ搾精してくる巨乳女上司（11月19日、OPPAI）
- アナルのシワの数までハッキリわかる! 人妻ノーモザイク連続絶頂アナル見せオナニー（11月21日、アイエナジー）
- ゴミ屋敷清掃員パートの若妻たちがボクのため込んだ大量のオナティッシュから漂うザーメン臭に大興奮! ゴミ山に隠れてSEX三昧! 部屋もキンタマも…スッキリです!（11月26日、Hunter）
- マジックミラーNTRエステ 隣で美乳スレンダーな彼女が寝取られているのに、僕は巨乳お姉さんの凄テクに抗えず、生中セックスしてしまった。 辻井ほのか 木下ひまり（2024/12/10日、Hsoda）
- 気付かないふりをして布越し2cm挿入状態で施術を続ける小悪魔エステティシャン! 2 施術のドサクサに紛れ股間を紙パンツに擦りつけ勃起した男性客の紙パンツを腰をくねらせて徐々に脱がしてく。（12月10日、Hunter）
- 「妻が若くて綺麗なうちに裸を写真や映像に残したい」メモリアルヌードフォト撮影 私の妻を寝取って下さい。3（12月12日、アイエナジー）
- 居候先の清楚な美人女将は大の年下好きな中出し回数でボクのバイト代を決める魔性のオンナでした 辻井ほのか（12月17日、MOODYZ）

- 母娘世代トリプルたれちち熟女とボインハーレム中出しSEX 日吉みよの 本真ゆり 辻井ほのか（1月16日、センタービレッジ/聚楽）
- 女子バレー部ムチムチ超脚長ハーレム ガニ股天空杭打ち騎乗位で中出しブッコ抜かれまくる2泊3日 木下ひまり 辻井ほのか 滝ゆいな 堤セリナ（2月4日、MOODYZ）
- すごい… しゃぶりつきたい… ボクの朝勃ちチ〇ポで欲情した兄嫁が即尺! 何度射精しようが追撃バキュームフェラで何度も何度も搾り尽くされました!（2月11日、Hunter）
- 「ずっと見てたでしょ? そんなに気になるなら気が済むまで… 良いよ」 胸元へのエッチな視線に実は興奮していた義姉が巨乳密着耳元囁きで弟を誘惑!（2月11日、Hunter）
- 家族の絆が性欲に負ける!? ガチ姉弟が相互エステ密着オイルエステぬるぬる素股体験!? お互いの身体を施術…弟の童貞告白に驚きながらもクリトリスとち○ぽを擦り合わせた姉弟は理性を保てず欲望のままにヌルっと筆おろし挿入してしまうのか!?（2月14日、赤面女子）
- メモリアルヌードモデルの代役になったボクのビンビンに膨らんでいるチ●ポに目をつけて愛液ダラダラ滴っている巨乳お姉さんが5分休憩の度に何度も何度もヌキ鎮めてきます… ほのかさん（2月18日、MOODYZ）
- 美女たちの足裏をふやけるまで舐めたい! ハイレグレオタード編（2月20日、RADIX）
- 内緒でエグい接客してくれた美人CAをホテルに誘って生ハメしたら何度も求めるヤリマンだった VOL.4（3月6日、DANDY）
- アナルのシワの数までハッキリわかる! ノーモザイク連続絶頂アナル見せオナニー 32（3月20日、アイエナジー）
- 【巨乳税】導入! Eカップ以上の女性対象に導入された巨乳税。悪質な脱税には自らの巨乳で追徴課税という名の巨乳奉仕活動!（3月25日、Hunter）
- 母子姦 辻井ほのか（4月8日、グローリークエスト）
- 美女ベスト 辻井ほのか スレンダー巨乳マドンナ（4月8日、Mellow Moon）※単体ベスト
- Sexyエロティカ女淫魔 ダイナミックBODYにパイズリ、激ピス! 辻井ほのか（4月15日、ミル）
- 勃起最前線! 絶倫病棟24時 1日20回射精するまで退院できません!（4月24日、オフサイド）
- プラチナ級 素人清楚妻による人生最初で最高の一生思い出に残り続ける優しい童貞筆おろし（4月25日、赤面女子）
- ガテン系巨乳女子のパワフルピストン騎乗位で職場の男たちを喰い散らかし! 萎えても追撃フェラで自分が満足するまで何度も勃起させてヤリまくって中出しさせまくり!!（5月22日、オフサイド）
- オンライン会議中に横乳パイズリで発情させられ… 意見を言いながらハメ腰を振りまくる巨乳叔母（5月22日、ナチュラルハイ）
- 「おちんちん大きくさせてごめんね」小さいから大丈夫だろうと女湯に一緒に入った甥っ子がおっぱいだらけの状況にフル勃起! 慌てた叔母さんがこっそり抜いてくれました VOL.2（5月22日、DANDY）
- お股のかぐわしい香りでチッ息寸前! 小悪魔寸止めとグリグリ顔騎でM男ち○ぽをシゴキあげる! 至福の顔騎手コキ甘サド美女20名307分ww（5月27日、S級素人）
- ～スケベ男子の大人の遊園地「五反田」の知られざる闇の実態～ 『裏風俗最前線』コスパ最高、なのにサービスまで超最高の名店を発掘!! ≪お忍び隠れマンションに住み込みで働く風俗嬢3名≫（6月24日、SCOOP）
- 素人おま○こくぱぁ観察 10 -ミスコン女子大生編- 輝くビラビラが透けて見えそうなほど4Kカメラ超接写至近距離で照れイキオナニー31ま○こ5時間12分（6月24日、S級素人）
- 女体フェチ図鑑 8 完全全裸60人（6月24日、グローリークエスト）
- 性交総合大学病院 全10科の看護師による口淫・手淫・性交を通じた射精医療。100台のカメラで迫る超リアル業務190分（6月26日、SODクリエイト）
- 世界を揺るがすバグ技を見つけた俺は、時間を止めたり、感度をあげたり、設定を書き換えたり… 無双状態に突入しました。 さわり放題!!! 辻井ほのか 大槻ひびき（7月8日、Hunter）
- 『私たちどっちもイケるんだよね!』『久しぶりに男もいいかも!』目を覚ましたら巨乳レズカップル上司がイカせ合い! 興奮して見てたらバレてしまい襲われちゃいました!（7月8日、Hunter）
- 服の隙間からノーブラ巨乳をチラ見せさせて誘惑してくる涎ダラダラ舐め好きお姉さん 辻井ほのか（7月10日、ヒビノ）
- 制限時間内に〇発口内発射受け止めフェラ抜きチャレンジ! 「出された精子こぼしちゃダメよ」お口から精子垂れ流しじゅぽじゅぽノーハンドフェラ大会! ミッション達成で100万円! 失敗したら即ズボ中出し罰ゲーム!（7月15日、はじめ企画）
- 【60分2980円健全マッサージ店】 疲れが取れず出張整体も依頼すると、まさかまさかの痴女Jcupセラピストに様変わり。我慢できず空出張不倫マッサージ。 辻井ほのか（7月22日、Hunter）
- 素人娘20人の即尺フェラ抜きアルバイト 2 野外おしゃぶり大好きな変態女たちのごっくん2連射搾り 完全撮り下ろし310分（7月22日、S級素人）
- 「僕専用 おっぱいちゃん。」爆乳! 美乳! 柔乳! 全てが最高級!! おっぱいマニア全員集合!! 敏感すぎて乳首ビンビン美巨乳女子3名（7月22日、BAZOOKA）

### アダルトVR
- 喉奥喉射 VR（11月21日、KMPVR）
- 夫の目の前で他人にカラダを求めるHカップ超美人妻と濃厚不倫。 連続種付けSEXで満たす欲にまみれた大人な関係（11月23日、KMPVR）

- Hcup美爆乳 モッチリ色白美肌の極上美女をイカせまくりの密室絶頂中出しカーセックス（1月3日、こあらVR）
- パイズリVR 〜巨乳だけが許されるパイズリプレイ〜 8連発（1月10日、KMPVR）
- 悪徳エステ店でハイスペックの色白極上美女をダマしてやりたい放題!!媚薬で快楽堕ちさせIcupの美爆乳を徹底的に揉みしだき、絶頂させまくりOILテカテカ中出しSEX（1月18日、こあらVR）
- 「もっともっと中に出して!」 超S級スタイル家庭教師のデカ尻メガトンピストンで連続中出し! 「汗をかく女は嫌い?」いっぱい中に出させるつもりが、自分が本気で気持ち良くなってしまって大量に汗をかくほど本気でイキまくり!!（3月27日、ジャックポットシステム）※「はるか先生」名義

- 骨になるまで舐められる 蛇舌メス妖怪 垢嘗（あかなめ）ちゃん伝説 辻井ほのか / 川菜美鈴 （3月29日、ワンズファクトリー）
- ウチのバンドの女ギターがする全身舐めしゃぶりFUCKの気持ち良さを他のメンバーは誰も知らない 辻井ほのか（4月17日、KMPVR）
- スキ間を一切与えずケダモノのように男を挟みヌく変態パイズリ倶楽部 辻井ほのか（5月20日、KMPVR）
- 女体変態フェチ図鑑VR 辻井ほのか（6月6日、VR総研9課）
- 【お触りNG! 本番禁止!】の健全店でIcup淫乱エステ嬢に誘惑され【パイズリ挟射】【生中出し】出来ちゃった夢の【キメセク】極上メンズエステ 辻井ほのか（6月10日、こあらVR）
- スレンダーIカップドスケベ美人妻といつでも中出し ラブラブ新婚性活 辻井ほのか（6月24日、KMPVR）
- 爆乳美女限定! 中出しOKいいなりM女専門店 Iカップ 辻井ほのか（7月14日、KMPVR）
- 見つめる! 感じる顔VR（9月1日、KMPVR）
- 初対面なのに… 天然痴女な親友のカノジョは彼氏が帰ってくるまでの1時間暇つぶしでボクを快楽漬けにする 辻井ほのか（9月28日、KMPVR）
- 辻井ほのかの「ちゃんと射精出来たらご褒美LOVEチュウしてあげる!」（9月30日、KMPVR）
- 爆乳コスプレイヤー彼女と個人撮影オフパコ性交 ほのか 辻井ほのか（11月29日、TMA）
- 天井特化アングルVR ～舐め特化～ 辻井ほのか（12月1日、KMPVR）
- パイズリ特化VR 巨乳! 爆乳! スライム乳! FカップからKカップまで!! よりどりみどり8連射!!（12月8日、MONDELDE VR）
- 一緒にオナニーしよ? 二人でした方が気持ちいいよね!（12月18日、KMPVR）
- 乳首特化VR（12月31日、KMPVR）

- こんなに気持ちイイなんて!! 女体化乳首イキ体験VR（1月8日、KMPVR）
- トロけ顔に超接近!! 美女の涎まみれ絶頂観察VR（1月17日、KMPVR）
- フェラ顔VR（1月21日、KMPVR）
- 蛇舌! 爆乳! Icap痴女の全身舐め回し快感寸止め地獄 絶頂play! 辻井ほのか（2月24日、MONDELDE VR）
- マジックミラーペアルームNTRエステ すぐ隣でウブで純粋な可愛い彼女が2人がかりでイカされまくっている中、エロすぎる爆乳エステティシャンたちに責められまくる3PナマSEX 初音みのり 辻井ほのか（3月2日、SODクリエイト）
- 耳トランス スレンダー爆乳ギャルに拉致られて強●淫音痴女プレイ!! Icup爆乳と生膣クチュクチュ攻撃で理性崩壊トリップVR 辻井ほのか（3月9日、P-BOX VR）
- フェチアングル美少女オナニー 下から見るか? 上から見るか? 仰天極上アングルと絶頂天下アングルで見るVRオナニー 競泳水着編（3月9日、P-BOX VR）
- 《領域展開/地面特化×天井特化》究極4P密着おっぱいサンドイッチセックス。ど田舎の夏はヤルことがなくて親戚お姉さんの爆乳おっぱいに吸い付いて前後左右に完全包囲で射精してもやめてもらえない絶頂射精な夏休み。辻井ほのか×小梅えな× 結城りの（3月16日、SODクリエイト）
- 蛇舌挟み撃ちハーレムVR5コーナー2SEX長尺160分 Wケダモノべろ舌同時舐め逆レイプ強制連射悶絶体験 辻井ほのか 佐伯由美香（3月10日、痴女ヘブン）
- 《領域展開/地面特化×天井特化》究極4P密着おっぱいサンドイッチセックス。ど田舎の夏はヤルことがなくて親戚お姉さんの爆乳おっぱいに吸い付いて前後左右に完全包囲で射精してもやめてもらえない絶頂射精な夏休み。辻井ほのか×小梅えな× 結城りの（3月16日、SODクリエイト）
- 潮浴びVR 体液大好き! 唾飲ませ! 顔面潮吹き!ド迫力ダイレクト潮浴びスペシャル!!（3月16日、SODクリエイト）
- 乳首ゴン責めVR（5月25日、KMPVR）
- どんなに男がイってもイってもやめない 顔舐め & 唾たらし特化 生唾ごっくんヘルス 辻井ほのか（5月28日、KMPVR-bibi-）
- ぐりぐりオナニーVR 射精管理ver（6月27日、KMPVR）
- おっぱいを下から見上げる膝枕VR（7月1日、KMPVR）
- 愛人交換 部下と愛人自慢になり一日限定で交換することに…やって来たのは長舌で体中をヨダレまみれにするSSSランクの女 辻井ほのか（7月9日、KMPVR-彩-）
- 見た目は幼いけど身体は大人 女子校生のプリップリTバック尻に顔騎されちゃうVR（7月11日、KMPVR）
- 初めてできたカノジョを目の前で義姉にレズビアンNTR さらにウツ勃起チ○ポを筆おろしされたボク カノジョがレズ堕ちしていく姿を多彩な対位バリエーション & 超至近距離高画質!! 辻井ほのか 皆月ひかる（7月29日、MOODYZ）
- 爆乳密着 & 涎たっぷりグチュグチュ舐め回しPlayで脳が溺れるほどの快感責め!!! 涎まみれの絶頂痴女ヘルス 辻井ほのか（10月12日、P-BOX VR）
- ぐうかわ爆乳バニーガールと快感神経が暴走するほどのゴムなしいちゃパコ! ナマ中出しSEX! 辻井ほのか（11月16日、P-BOX VR）

- 俺とSEXしたすぎて ご奉仕してくれるいいなり爆乳J-cupセフレイヤーと中出し6パツ無責任SEX 辻井ほのか（7月12日、Cosmo Planets VR）
- 催眠アプリ 爆乳Jcupの人妻PTA会長に俺を痴女らせ自ら種付けさせました 辻井ほのか（9月20日、P-BOX VR）
- ベロ見せ! 顔ナメ! ディープキス! いちゃラブ彼女の濃厚顔面舐め回しVR（9月20日、P-BOX VR）
- 顔面舐め回し! オッパイ押し付け! 密着顔騎! 無料コースでここまでするの? 超高級マッサージサロンのフェイシャルエステ!!（11月29日、P-BOX VR）

- GカップからKカップまで! 爆乳限定!! ふわトロぬるテカおっぱいまみれ! 揉みしだきVR（2月7日、MONDELDE VR）
- 超絶ヤリマン義姉!! 【8K超高詳細肉感特化VR】両親の再婚で一緒に住むことになった超巨乳の義姉は皆が寝静まった時間に全身ベロンベロンに舐めまわしてボクのチンコを弄びながら何度も精子を奪い取り何度も何度も●されたある日の出来事… 辻井ほのか（10月24日、肉きゅんパラダイスVR）

- 悲鳴も誰の声も届かない密室でGcupオッパイ蹂躙されるザーメン絞り監獄 辻井ほのか（5月25日、KMPVR-彩-）

### アダルト配信
- 【初撮り】ネットでAV応募→AV体験撮影 874 ほのか 20歳 専門学生（2月2日、しろうとTV）
- ほのか（10月30日、おっぱい素人＃3150）
- ほのぴー（11月11日、これすこ。）
- ほのか (pkjd010)（11月29日、ぱこじょ◆首都圏女子大生）
- マイ（12月31日、令和素人伝説）

- ぬる透けテカ濡れ爆乳ヘブン! オイル & ローションでおっぱいが完全マ●コ化! 乳フェチ歓喜! おっぱいプレイ全部乗せ! 長蛇舌にチ○コ、乳首、舌、全て絡み取られる! ペロペロ亀頭舐めパイズリ! プリプリ肉厚オマ○コがデカチンをパックリ咥え快感トロ顔! 弾けて揺れる大迫力の爆乳SEXで激イキ連発! ＜エロい娘限定ヤリマン数珠つなぎ!! ～あなたよりエロい女性を紹介してください～ 56発目＞ まりか 25歳 デリバリー爆乳天女 (No.1デリヘル嬢)（4月18日、プレステージプレミアム）
- デカい! 白い! 精液を搾り取る肉体がこちらw 正直、胸に目が行ってストレッチどころじゃないです。ストレッチ疲れを逃さず攻める! 馬乗りフェラと手マンでイキ地獄! 激しくシすぎて気絶寸前www 【しろーとLOVETube】 ほのかちゃん 24歳 美女トレチューバー（5月15日、しろーとLOVETube）
- ほのちゃん（6月12日、J●調査隊 teamK）
- ほのか (opcyn092)（6月15日、おっぱいちゃん）
- HONOKA  ABCDEFGH… I cup超長舌セルフ舐め!! 約2000本のチ●ポをフェラした強欲キャバ嬢（7月2日、MOON FORCE）
- 【バスケ元日本代表候補×中出し4連発】I(アイ)カップ超爆乳、高身長、スレンダーその姿まさに美神!! オナニーで覚えた舌技で自分の乳首を舐め回す!! 本能剥き出し性獣同士の1on1開幕からの怒涛の中出しダンク4連発!! …SEXは日本代表級だったの巻【スポえろジャーニー14人目 ちなちゃん】（9月12日、Jackson）
- ほのかちゃん (orex175)（10月8日、俺の素人）
- 家まで送ってイイですか? case.163 芸能人より美しい! 身長175センチIカップ爆乳! 奇跡の女! ⇒勝手にイッたらマジ即死! 中イキ中出し! 濃厚チングリアナル舐め! 乳挟みセルフイラマチオ! 長舌ベロチューヨダレ糸引き! まさに技のイリュージョン! ⇒逆肉食恋愛革命!! 合コン、ナンパ! すぐにヤッちゃうオトコ好き! 200人以上! ⇒貯金総額○○○○万円! 投資の神様! 人生が変わった涙の衝撃決断! 香純さん 25歳 エステのお仕事（10月30日、ドキュメンTV）
- ほのかさん (king0015)（11月3日、素人参加バラエティ）
- ほのみさん（11月3日、＃素人裏アカウント ちょっぴり激しいの好き）
- ほのか 2 (orex176)（11月8日、俺の素人）
- ムチプリ肉厚極上尻コキ!! 4 画面から飛び出さんとアナタの視界に迫り来る… デッカイたわわな桃尻…!!（11月26日、DOC）
- ほのか (gerk336)（12月7日、ゲリラ）

- 辻崎ほのか（1月21日、恋する花嫁）
- かよ (ewdx344)（1月21日、E★人妻DX）
- のぞみ (hta409)（1月25日、ヒルズ妻）
- のぞみ 2 (hta410)（1月25日、ヒルズ妻）
- ほのかさん 3 (orex246)（1月31日、俺の素人）
- 【舌長Sテティシャン】爆乳痴女しか勝たん!! ベロ長の巨乳美女とお台場デーーートッ! 攻める×受ける＝SM両立セックス! チ●コから足先まで舐められる! 細身の肉体に全力中出しプレス!!【NO.4 ほのか】（2月7日、SUKEKIYO）
- 173cm高身長美爆I乳OL!! 後輩ちゃんの前でヘビ舌フェラでオチ○ポ搾精!! デカすぎる美乳でスッポリ勃起チ○ポを360°全周囲乳壁パイズリは圧巻!! 勝手に生チン騎乗位開始する強欲美女の鬼ピストン!! 感謝の立ちバック激ピスで揺れる美女パイを… 刮目せよ!! ヤリサー女子No.13 あいちゃん 24歳（2月9日、プレステージプレミアム）
- 爆Iカップ乳美女JDとゴンドラ濃厚接触!! 止まらない性衝動!! 高身長抜群スタイル美女のチク舐めご奉仕は勃起を禁じ得ない!! すご乳圧パイズリでオチン仕上げで暴発寸前のまま立ち生バックで爆乳激震SEX開始!! すごすごマン圧で同時昇天中出しからのお風呂でお楽しみは続く!! かのん 21歳（2月14日、プレステージプレミアム）
- ほのか (king0032)（3月24日、素人参加バラエティ）
- 【相部屋NTR】爆乳Jカップ新人社員が大嫌いな上司と出張先のホテルで…【種付けプレス】 穂乃果 25歳 爆乳新人社員（4月2日、ドキュメントdeハメハメ）
- 成長期Jカップの美爆乳美女とマッチ!! 性欲の方も絶賛成長中で男子中学生の如しでいと高き早漏ボイン!! 意識吹っ飛ぶくらいのお宝ボディと長ベロ超絶テクフェラでバシバシ攻めて攻められブシャ潮でびっくんびっくんで… エロ過ぎるぞ!! こんな神がかり連続搾精痴女は存在が奇跡!! _＃被写体希望_＃09 みるちょこ 23歳（4月3日、プレステージプレミアム）
- 至高のJ乳のド淫乱ビッチ美女が降臨!! 攻めて良し!! 受けて良し!! スタイル顔良し!! 完全無欠のドスケベの体現者でSEXの求道者の搾精マ○コに連発射!! ダクダク溢れる愛液&精液で濡れ過ぎ注意でヌキ過ぎ注意の謎のド淫乱爆乳美女の大乱れSEX!! AV男優の電話帳 No.67 ほの 23歳 J-cupの超弩級パイ乙装備の長身痴女美人!! その他の経歴詳細一切不明（4月9日、プレステージプレミアム）
- 【爆乳淫乱人妻】スレンダーなのに超デカおっぱいの破壊力が凄まじい人妻と不倫SEX! 久方ぶりのSEXで性欲が爆発してしまい、しゃぶりまくり & 挿入れまくりの暴走モードへ! 射精してもノーインターバルで2回戦目へ突入! 底知れぬ性欲が生み出す淫行が永遠に続くエンドレスSEXに不倫相手もタジタジw【しろうとハメ撮り＃ほのか＃27歳＃絶賛セックスレス中の人妻】（4月14日、MOON FORCE）
- おなふりっくす＊ 本気のオナニー見せつけ絶頂集 Vol.01（4月29日、MAGIC）
- 【これが爆乳革命だ!!】 こんなご時世、デカ過ぎるくらいが丁度イイ!!! Jカップ美容師を彼女としてレンタル! 口説き落として本来禁止のエロ行為までヤリまくった一部始終を完全REC!! イイ女過ぎるので今回は特別に超大型リムジンをチャーター!! 車内で暴走するJ乳!!! ギン勃ちチ◯コを擦りまくる極上パイズリで思わず暴発射精!!! ホテルでもエロコスで、全裸で、ハメまくる!!! 揺らせJ乳!!! ひたすら肉棒を求めてイキまくるほのかちゃんで抜きまくれ!!! 「おっぱいで気持ちよ良くしてあげる♪」「イっちゃったっ!! だめだめストップぅ!!!」「中にいっぱい欲しいぃいっ!!!」 ほのかちゃん 26歳 エロ過ぎJカップ美容師（5月2日、プレステージプレミアム）
- ラグジュTV 1407 桜井由梨 26歳 歯科衛生士 身長173cm! Jカップの爆乳歯科衛生士が初登場!!! 「誰にも言えないくらい変態なんです…」 セックスをする為に生まれてきたかのような淫乱美女が軟乳を暴れさせながら淫らに悶える濃厚セックス!!（5月21日、ラグジュTV）
- 【Jカップ116cm & チ●コをまるっと絡め取る長～いエロ舌】に朝から晩まで迫り倒しハメ倒し! なかなかお目にかかれないレア巨乳を弄びまくった! 辻井さん システムエンジニア 入社4年目（6月16日、プレステージプレミアム）
- カノ（7月16日、素人ホイホイZ）
- ほのか（10月29日、素人CLOVER）
- Honoka (ore796)（11月5日、俺の素人）
- ほのか（11月18日、S-Cute）
- ほのか 2（11月19日、S-Cute）
- ホノカ（11月26日、援でり）
- 【自称ちょいピュア】【超絶爆乳】ほのかちゃん参上! 一年間の自分ご褒美にエッチをプレゼント!? 一年の締めくくりにハメまくりたくて応募してきたw 【ドスケベサンタ】【Jカップ】サンタに勃起チンポをプレゼントwww パツパツのプリ尻をバックから激しく突きまくり! 激しく暴れる爆乳はもう止められないw 性なる夜の悶絶ガチ絶頂SEXを見逃すな!!（12月21日、ARA）

- 三苫ほのか & 小野麻美（1月4日、舞ワイフ）
- 片平ゆきの & 三苫ほのか（1月4日、舞ワイフ）
- 辻井さん（1月24日、ピタパン女子）
- ほのか（2月7日、密室タクシードライバー）
- 【高身長173cmスレンダーボイン】イ●スタにエロい自撮りを載せる、Jカップ販売員をSNSナンパ!! 男の欲望の全てを飲み込む超極上パイズリが凄すぎる!! 本気汁が溢れまくりのぶっ飛び潮まみれセックスで抜きまくれ!!! 【イ●スタやりたガール。】 ヒナさん 26歳 キッチンカー店員（2月27日、Jackson）
- ほのか 2 (opcyn260)（4月1日、おっぱいちゃん）
- ののか（4月4日、今ドキ女子の性事情）
- 佐藤さん & 永瀬さん（4月18日、アヘ顔ちゃん）
- 『ど～したの? 眠れないの? 私が気持ち良い事して寝かせてあげるね…』 究極の癒しエロ! 添い寝手コキ!! ＃6（5月19日、DOC）
- 【おっぱい星人必見!! 脅威のJカップ爆乳】おっぱいで男に夢を与える★★★ど変態!! 究極のパイズリ挟射!! シコリティ爆上げな蛇舌フェラ炸裂!! でかぱいが縦横無尽に暴れまわる超淫乱セックス!! 【エロのスジガネ NO.14】 ほのか 25歳 バー経営、メンズエステ・デリヘルでこっそりバイト（5月14日、SUKEKIYO）
- なのか（5月16日、地雷系女子美人）
- ののか 2（5月30日、今ドキ女子の性事情）
- グルメ怪盗 -サキュバス- ほのか ～究極のシコエロ舌を持つ淫魔様は超・ザーメン美食家～+ 辻井ほのか（7月13日、BOTAN）
- ほのかさん (ore865)（9月15日、俺の素人）
- 【スライム乳のコスメ販売員をハメ倒す!】セレブ感漂う美人過ぎるお姉さんとハメ撮りSEX!【コスメ販売員/スライム乳美女】（10月22日、ハメタバース）
- ほのか (hyk058)（11月1日、イケイケお姉さん）
- 10万人のフォロワーが発狂する中出し映像!! 露出度無限大のコスプレ姿で種付けされるプライベート映像がまさかの流出… アイ（11月12日、まんまんランド）
- 【Wボインの仲良しOLを各個撃破!! G & IカップのW美女昇天SP】【後輩の前でヘビ舌フェラでオチ○ポ搾精!!】【負けじと!! キスで濡れる愛され痴態を領域展開!!】【爆乳先輩デカすぎ美乳でスッポリ勃起チ○ポを360°全周囲乳壁パイズリは圧巻!!】【そして舌でまんまる巨G乳で攻めれば… 積極的すけべロデオ騎乗位】【強欲美女×2(巨乳)の鬼ピストン!! 感謝の立ちバック激ピスで揺れる美女パイを…刮目せよ!!】 【あいちゃん/24歳/173cm!! 超美巨Iカップのガチ美女OL!!】【のんちゃん/22歳/Gカップの美爆乳OL!! エロかわいい!! とにかくエロかわいい!!】神スタイル美女2人の大乱れ!! 一挙配信SP!!（12月24日、プレステージプレミアム）

- ほのか（1月6日、目黒のおじさん）
- ほのか (hyk073)（1月27日、イケイケお姉さん）
- 鈴木さん & 佐藤さん（3月14日、アヘ顔ちゃん）

- 【美人妻 × 中出し懇願 × 大人の背徳ランジェリー性交】「実は私性欲強いんです。高齢旦那との月1SEXじゃ全然足りない…」と悩める美人妻に男優をアテンド! 透明感抜群! 美しすぎるスレンダー美身にランジェリーを纏い、メス顔晒してイキまくる! エロすぎる長～いベロでにゅるにゅるチ●ポを舐めたり、巨乳乳首を自ら舐めて全男を誘惑!! 我慢できずに大量イキ潮噴射!! 最後は中出し懇願で精液を搾り取る!!【人妻ランジェリーナ 2人目 永井さん】（1月8日、Jackson）
- ふうかちゃん（1月24日、ハメタバース）
- まりか (jzt054)（2月17日、ぎがdeれいん）
- ほのか (spcz013)（11月26日、しろうとパックンチョ!!）
- HONOKA (yarr016)（12月5日、ヤレるパラダイス!）
- HONOKA (ttjm174)（12月6日、鉄人2号さん）
- ほのか (pnme243)（12月14日、亜愛安威コスプレ撮影会）
- ほのか 2 (pnme244)（12月21日、亜愛安威コスプレ撮影会）

- ベビーカー妻T@杉並区 (spay530)（2月3日、素人ペイペイ）
- ほのか (oreco993)（2月8日、俺の素人-Z-）
- T・H (spay565)（4月7日、素人ペイペイ）
- ほのか (docs075)（4月10日、独占ちゃん）
- ほのかさん (orecz089)（4月22日、俺の素人-Z-）
- ほのかちゃん (smjx048)（4月22日、素人ムクムク-X-）
- 売れ残り寸前のJカップグラドル、仕事斡旋の誘惑に勝てずまさかのハメ撮りデビューw 自慢の爆乳を汗だくで波打たせながら大量中出しを許してしまう衝撃的映像!（4月22日、まんまんランド）※「神乃みう」名義
- ほのかさん (orecz089)（4月22日、俺の素人-Z-）
- ほのかさん (smjs126)（5月18日、素人ムクムク-職-）
- HONOKA & KAHO (smjh047)（5月29日、素人ムクムク-ハーレム-）
- HONOKA (ttjm175)（6月27日、鉄人2号さん）
- HONOKA (ttjm204)（7月18日、鉄人2号さん）

### イメージビデオ
- Healing Time 辻井ほのか（2021年1月1日、ファインピクチャーズ）
- ヘビーな果実 辻井ほのか（2025年3月25日、アースダイバー）

### 写真集
- 辻井ほのか写真集『ヘビーな果実』（2025年3月24日、ジーウォーク、撮影：篠原潔）ISBN 978-4-86717-831-7 [10]

### デジタル写真集
- Healing Time デジタル写真集 辻井ほのか（2021年1月12日、ファインピクチャーズ、撮影：SHOOTING STAR）
- DOUBLE 佐知子 × 辻井ほのか（2021年11月19日、プレステージ出版）
- スペシャル企画 全裸deサンバ! 2nd season FRIDAYデジタル写真集（2024年9月17日、講談社、撮影：中場敏博）
- れいむ 辻井ほのか vol.01～vol.04（2025年5月16日、ジーウォーク、撮影：篠原潔）

## 製品

### アダルトグッズ
オナホール
- 神フェラ 辻井ほのか（2022年7月22日、SSI JAPAN）
- 日本の名器 辻井ほのか（2022年10月25日、SSI JAPAN）

ローション
- 日本のローション 辻井ほのか 180ml（2024年12月12日、SSI JAPAN）

## 出演

### テレビ
- 魚拓と成瀬のツキとスッポンぽん #320,#321（2020年10月18日,25日、パチ・スロ サイトセブンTV）
- スカパー! アダルト放送大賞2022 授賞式〜スカパー! アダルトの歴史が変わる。新時代のアダルトクイーン決めちゃいますスペシャル!!〜（2022年3月15日（14日深夜）、BSスカパー!（BS241））※収録時欠席のためVTR出演のみ[11]

### ウェブテレビ
- 鶴瓶&ナイナイのちょっとあぶないお正月2025（2025年1月1日、ABEMA）- 猫耳美女役[12]

### ラジオ
- KaratLunch（2024年12月12日、渋谷クロスFM） - アシスタントMC